# HD 48265 b
HD 48265 b (Naqaỹa) – planeta pozasłoneczna typu gazowy olbrzym orbitująca wokół gwiazdy HD 48265 (Nosaxa) położonej w gwiazdozbiorze Rufy, oddalona o ponad 87 parseków od Ziemi.

## Nazwa
Planeta ma nazwę własną Naqaỹa, oznaczającą brata, rodzinę lub krewnego w języku mocoví (Moqoit), używanym przez jedno z plemion Indian argentyńskich. Nazwa została wyłoniona w konkursie, który zorganizowała w 2019 roku Międzynarodowa Unia Astronomiczna w ramach stulecia istnienia organizacji. Uczestnicy z Argentyny mogli wybrać nazwę dla tej planety. Spośród nadesłanych propozycji zwyciężyła nazwa Nosaxa („wiosna”) dla gwiazdy i Naqaỹa dla planety.